# Drive to the Starry Road
Drive to the Starry Road – trzeci album studyjny południowokoreańskiej grupy Astro, wydany 16 maja 2022 roku przez wytwórnię Fantagio Music. Płytę promował singel „Candy Sugar Pop”. Album został wydany w dwóch wersjach fizycznych: „Another World ver.” oraz „Time Traveller ver.”.
Sprzedał się w nakładzie 252 989 egzemplarzy w Korei Południowej (stan na maj 2022).

## Lista utworów
| CD  | CD                                                                  | CD                                                                          | CD                                                                     | CD                                 | CD      |
| Nr  | Tytuł utworu                                                        | Tekst                                                                       | Kompozycja                                                             | Aranżacja                          | Długość |
| --- | ------------------------------------------------------------------- | --------------------------------------------------------------------------- | ---------------------------------------------------------------------- | ---------------------------------- | ------- |
| 1.  | „Candy Sugar Pop”                                                   | JinJin, Moon Bin, MOONI, Enzo, 0wol, JinJin (Rap Making) Rocky(Rap Making)  | Jes Melnertz, Rasmus Gregersen, Daniel Michael Victor, Mathlas Neumann | Ralz, DMV                          | 2:49    |
| 2.  | „Something Something”                                               | PCDC, JinJin (Rap Making), Rocky (Rap Making)                               | PCDC                                                                   | PCDC                               | 3:09    |
| 3.  | „More”                                                              | JinJin, Orae, Sam Carter, Dash Guy, JinJin (Rap Making), Rocky (Rap Making) | JinJin, Orae, Sam Carter, Dash Guy                                     | JinJin, Orae, Sam Carter, Dash Guy | 3:16    |
| 4.  | „Haneulbit” (kor. 하늘빛, ang. Light the sky)                       | MJ, Park Sang-min, JinJin (Rap Making), Rocky (Rap Making)                  | MJ, Park Sang-min, Park Yong-hyun                                      | Park Yong-hyun                     | 3:26    |
| 5.  | „Story” (MJ Solo)                                                   | MJ                                                                          | Genja, COUP D'ETAT, coe                                                | Genja, COUP D'ETAT                 | 3:04    |
| 6.  | „All Day” (JinJin Solo)                                             | JinJin, Orae, Sam Carter, Dash Guy                                          | JinJin, Orae, Sam Carter, Dash Guy                                     | JinJin, Orae, Sam Carter, Dash Guy | 2:55    |
| 7.  | „First Love” (Cha Eun-woo Solo)                                     | Cha Eun-woo, Enzo, MOONI                                                    | Ryan S. Jhun, Josh McClelland, Josh Gray, James Birt                   | Ryan S. Jhun, James Birt           | 3:09    |
| 8.  | „Let's go ride” (Moon Bin Solo)                                     | jooyoung, hansy                                                             | -jooyoung, $ÜN, Bae Min-soo                                            | $ÜN, Bae Min-soo                   | 3:38    |
| 9.  | „S#1.” (Rocky Solo)                                                 | Rocky, Seori                                                                | Rocky, Obros                                                           | Rocky, Obros                       | 3:59    |
| 10. | „24 sigan” (kor. 24시간, ang. 24 Hours) (Sanha Solo)                | Genja, COUP D'ETAT, IONE                                                    | Genja, COUP D'ETAT                                                     | Genja, COUP D'ETAT                 | 3:11    |
| 11. | „Bamhaneului byeolcheoreom” (kor. 밤하늘의 별처럼, ang. Like Stars) | Enzo, MOONI, JinJin (Rap Making), Rocky (Rap Making)                        | Enzo, MOONI, Aaron.H                                                   | Aaron.H, LSY                       | 3:47    |

## Notowania
| Lista                      | Pozycja |
| -------------------------- | ------- |
| Gaon Weekly Album Chart    | 1       |
| Five Music (Tajwan)        | 2       |
| Oricon Weekly Album Chart  | 6       |
| Billboard Japan Hot Albums | 8       |

## Nagrody w programach muzycznych
| Program                   | Data         | Źródło |
| ------------------------- | ------------ | ------ |
| The Show (SBS MTV)        | 24 maja 2022 | [ 9 ]  |
| Show Champion (MBC Music) | 25 maja 2022 | [ 10 ] |
| M Countdown (Mnet)        | 26 maja 2022 | [ 11 ] |
| Music Bank (KBS2)         | 27 maja 2022 | [ 12 ] |